# النعمان بن المنذر الغساني
النعمان بن المنذر بن الحارث هو أحد ملوك الغساسنة حكم في الفترة (582-583) في الجابية جنوب سوريا، وهو الابن الأكبر للمنذر بن الحارث، قام بثورة ضد البيزنطيين بعد أن اعتقلوا أباه غدرا عام 581م، وبعد سنتين من التمرد زار الإمبراطور الجديد موريس في القسطنطينية لحل المشاكل السابقة. رافضا التخلي عن عقيدته المنوفستية فتم اعتقاله ونفيه إلى صقلية حيث نفي أبوه في السابق. وكانت هذه نهاية عصر القوة للغساسنة حيث تفرق الغساسنة إلى خمس عشرة رئيس قبل أن يتحدوا بعد ذلك بفترة.